# Timor-Flugdrache
Der Timor-Flugdrache (Draco timoriensis) ist eine Agame aus den Wäldern mehrerer der östlichen Kleinen Sundainseln.

## Merkmale
Kopf und Rumpf des Timor-Flugdrachens erreichen eine Länge von 90 mm, der Schwanz zusätzlich 150 mm. Die Oberseite der Agame ist graubraun mit metallischem Glanz und unregelmäßigen schwarzen Punkten. Die Flughaut an den verlängerten Rippen, die das Tier größere Strecken im Gleitflug überwinden lässt, ist an ihrer Oberseite braun, am dunkelsten ist sie am Rand. Dazu hat sie einige hellere Längsstreifen und ein paar schwarze Punkte. Die Unterseite des Tiers ist oliv oder grau, der Hals und die Seiten des Nackens sind braun gesprenkelt. Der gelbe Kehllappen mit radialen grauen Banden wird von den Männchen aufgeklappt, um ihren territorialen Anspruch anzuzeigen. Weibchen von Timor, Roti und Semau haben schwarze oder dunkelbraune Kehllappen mit weißen, horizontalen Rillen. Den Lappen der Weibchen von Alor und Wetar fehlt jegliche Pigmentierung oder sie zeigen mehrere dunkle Flecken. Die Größe des kielförmigen Kopfes variiert stark. Die Schnauze ist länger als der Durchmesser der Augenhöhen. Die Nasenlöcher sind zur Außenseite hin geöffnet. Die Vorderbeine reichen bis vor die Schnauze, die Hinterbeine können die Ellbögen berühren. Eier sind 12 × 7,5 mm groß.

## Lebensraum
Timor-Flugdrachen leben auf den Inseln Timor, Roti, Alor, Semau und Wetar. In Regionen knapp über Meereshöhe kommen sie regelmäßig vor, es wurden auf Timor aber schon Exemplare auf den Inlandplateaus gefunden. Das Exemplar, das bisher auf höchster Lage auf Timor dokumentiert wurde, fand man auf 1177 m Höhe. Wo Timor-Flugdrachen vorkommen, findet man sie gehäuft. Meist sind die Drachen an Stämmen und Ästen in über fünf Metern Höhe zu finden. Normalerweise sieht man sie an Stämmen von Kokospalmen oder Eucalyptusbäumen mit weicher Rinde entlanglaufen und bei Bedrohung anmutig von Baum zu Baum gleiten.

## Systematik
Aufgrund von Molekularanalysen geht man davon aus, dass entgegen früheren Berichten nur Timor-Flugdrachen auf Timor leben. Auch wurde belegt, dass es sich bei Draco timoriensis eindeutig um eine eigene Art, neben Draco boschmai, Draco volans und Draco sumatranus handelt. Trotzdem sind vermutlich einige Änderungen in der Systematik innerhalb der Gattung nötig.

## Name
Der lateinische Name wird in der Literatur sowohl als Draco timoriensis als auch als Draco timorensis angegeben. Kuhls Originalbeschreibung nennt die Art Draco Timoriensis Péron. Zwar brachte Pérons Expedition ein Exemplar zum Museum National d’Histoire Naturelle in Paris, doch beschrieb er die Art nie. Draco Timoriensis wird die Art auch bei Duméril und Bibron (1837) genannt, die Péron als Erstbeschreiber und Kuhl als Zweiten nennen. Die ungewollte Kürzung dürfte Gray (1845) verursacht haben, als er die Art als Draco timorensis bezeichnete und sich auf Schlegels Bezeichnung (1837–1844) Draco viridis Timorensis berief. Diverse Autoren übernahmen den Fehler, wie Günther (1864) und Boulenger (1885), auch wenn sich Gray später korrigierte und die Art als Draco viridis var. timoriensis nach Schlegel bezeichnete. Korrekt ist aber weiterhin Draco timoriensis.